# 주간고속도로 제19호선
주간고속도로 제19호선(영어: Interstate 19, I-19)은 미국 남서부 애리조나주와 멕시코 소노라주의 접경지대인 노갈레스(Nogales)에서 애리조나주 남부의 도시인 투손(Tucson)을 연결하는 총 연장 102.35km의 고속도로이다. 19호선은 미국에서 번호가 두자리 수인 고속도로 중 97호선 다음으로 짧다.
하지만 이토록 고속도로가 짧은데 반해 19호선은 멕시코와 애리조나주의 큰 도시인 투손과 피닉스를 연결하는 매우 중요한 역할을 한다. 19호선의 특이한 점은 미국에 위치한 다른 모든 고속도로와 달리 거리 단위를 마일로 하지 않고 유일하게 킬로미터를 사용한다.